# Koutenghor
Koutenghor est un village du Sénégal situé en Basse-Casamance. Il fait partie de la communauté rurale de Tenghory, dans l'arrondissement de Tenghory, le département de Bignona et la région de Ziguinchor. La langue la plus parlée est le diola.
Lors du dernier recensement (2002), la localité comptait 342 habitants et 48 ménages.